# Droga (film 1980)
Droga – polski telewizyjny film fabularny z 1980 roku, w reżyserii Ryszarda Bera, według powieści Kamień na kamieniu Wiesława Myśliwskiego.
Obraz opowiada o współczesnej wsi. Muzykę skomponował Andrzej Kurylewicz.

## Obsada
- Jerzy Radziwiłowicz – Szymon Pietruszka
- Jerzy Rogalski – Miecio
- Anna Wróbel – matka Szymona
- Beata Szyszko – Zosia
- Jerzy Block – Bartłomiej
- Stanisław Gronkowski – ojciec Szymona
- Jerzy Turek – Karol
- Tomasz Zaliwski – chłop
- Piotr Grabowski – chłop
- Zbigniew Buczkowski – osiłek na zabawie
- Jerzy Moes – kapitan
- Kazimiera Utrata – chłopka
- Danuta Zaborowska – żona Karola
- Małgorzata Drozd – arystokratka
- Alicja Migulanka – płacząca chłopka
- Jan Orsza – chłop na odpuście
- Jerzy Karaszkiewicz
- Janusz Paluszkiewicz – chłop, ojciec Teresy[1]

## Nagrody
1981, festiwal Prix Italia, Siena – Nagroda Radiotelevisione Italiana w kategorii „Dramat” (RAI Prize for Drama)